# Олюторский полуостров
Олюторский полуостров — полуостров в северо-восточной Азии на территории Олюторского района Камчатского края России. Вдаётся на 70 км в Берингово море.
Назван по именованию коренных жителей — коряков-алюторцев.
Расположен к востоку от полуострова Говена. Самая южная точка полуострова — мыс Олюторский. Также имеются мысы Ниминвиткин (Ирина), Анана, Северный, Лагунный, (западнее Олюторского мыса) и Ступенчатый, Вулканический, Тюлений, Иела, Низкий, Плоский (восточнее мыса Олюторский). Реки: Укиин, Апука, Аничкланваям, Ягольваям, Кавача. Полуостров разделяет Берингово море и Олюторский залив. В материковой части крупные озёра: Вайминтавын, Ватытгытзын, Лагунные.
Рельеф полуострова преимущественно горный с широкими и глубокими ледниковыми долинами, заканчивающимися лагунами или заливами-фьордами: Кавача, Анана, Яван, Красная, Северная и бухта экспедиции. Высочайшая точка — гора Серая (917 м). К высоким также относятся: Многоглавая (858 м), Крутая (819 м), Баранья (733 м) и др. В южной части полуострова расположен Ирринейский хребет высотой до 917 м (гора Северная). В центральной части находится хребет Кавача. Северная часть полуострова занята Олюторским хребтом, продолжающийся за пределы полуострова.
Глубины моря у побережья достигают 2 тыс. м. На восточном побережье у лагуны Северной расположены островки Бурунные.
Растительность тундровая; местами произрастают заросли кедрового и ольхового стланика, ивы, берёзы.